# Gare du Camping Monticello
La gare du Camping Monticello est une gare ferroviaire française de la ligne de Ponte-Leccia à Calvi (voie unique à écartement métrique), située sur le territoire de la commune de Monticello, dans le département de la Haute-Corse et la Collectivité territoriale de Corse (CTC).
C'est une halte des Chemins de fer de la Corse (CFC) desservie par des trains « grande ligne ». Arrêt facultatif (AF), il faut signaler sa présence au conducteur pour qu'il y ait un arrêt du train.

## Situation ferroviaire
Établie à 2,8 mètres d'altitude, la gare du Camping Monticello est située au point kilométrique (PK) 97,136 de la ligne de Ponte-Leccia à Calvi (voie unique à écartement métrique), entre les gares du Regino (AF) et de l'Île-Rousse.

## Histoire
La halte dénommée « Île-Rousse Plage », est mise en service en 1965 à l'occasion de la mise en place du service « trains-tramways de la Balagne » circulant de mai à octobre à l'intention des touristes. Le nom est modifié plus tard.

## Service des voyageurs

### Accueil
Halte CFC, c'est un point d'arrêt non géré (PANG) à accès libre. Arrêt facultatif  (AF) : le train ne s'arrête que si la demande a été faite au conducteur.

### Desserte
Camping Monticello est desservie par des trains CFC « grande ligne » de la relation Bastia (ou Ponte-Leccia) - Calvi. Les horaires sont fluctuants en fonction de la saison (juillet-Août) et du hors saison (le reste de l'année).

### Intermodalité
Le stationnement des véhicules est possible à proximité.